# Azamia
Azamia är ett släkte av insekter. Azamia ingår i familjen vårtbitare.
Kladogram enligt Catalogue of Life:
| Azamia | \| \| Azamia biplagiata \| \| \| \| \| \| Azamia doriae \| \| \| \| |
|        | \| \| Azamia biplagiata \| \| \| \| \| \| Azamia doriae \| \| \| \| |
|        | Azamia biplagiata                                                   |
|        |                                                                     |
|        | Azamia doriae                                                       |
|        |                                                                     |